# Cantone di Dax-2
Il Cantone di Dax-2 è una divisione amministrativa dell'Arrondissement di Dax.
È stato costituito a seguito della riforma approvata con decreto del 18 febbraio 2014, che ha avuto attuazione dopo le elezioni dipartimentali del 2015.

## Composizione
Comprende parte della città di Dax e i 9 comuni di:
- Bénesse-lès-Dax
- Candresse
- Heugas
- Narrosse
- Oeyreluy
- Saint-Pandelon
- Saugnac-et-Cambran
- Seyresse
- Yzosse